# Albaredo per San Marco
Albaredo per San Marco är en ort och kommun i provinsen Sondrio i regionen Lombardiet i Italien. Kommunen hade 291 invånare (2018).